# بيتر كير
بيتر كير (بالدنماركية: Peter Kjær)‏ (مواليد 5 نوفمبر 1965) هو لاعب كرة قدم. يلعب مع منتخب الدنمارك لكرة القدم. سبق له أن لعب في كأس العالم لكرة القدم مع منتخب بلاده.

## روابط خارجية
- بيتر كير على موقع الاتحاد الدولي (مؤرشف)  (الإنجليزية)
- بيتر كير على موقع اتحاد تركيا (لاعب) (الإنجليزية)
- بيتر كير على موقع قاعدة بيانات كرة القدم.إي يو (الإنجليزية)
- بيتر كير على موقع ناشيونال فوتبول تيمز (الإنجليزية)
- بيتر كير على موقع Soccerbase.com (لاعب) (الإنجليزية)
- بيتر كير على موقع Soccerway.com (الإنجليزية)